# Зіґмантас Бальчитіс
Зіґмантас Бальчитіс (лит. Zigmantas Balčytis; нар. 16 листопада 1953) — литовський економіст, політик, депутат Європейського парламенту з 2009, міністр зв'язку у 2001–2005, міністр фінансів у 2005–2007, виконував обов'язки прем'єр-міністра від 1 червня до 6 липня 2006 року.

## Життєпис
1976 року закінчив факультет фінансів Вільнюського університету за спеціалізацією математика-економіка. У 1976–1978 роках працював інженером і головним інженером у конструкторському бюро при Міністерстві харчової промисловості Литовської РСР. Від 1978 до 1984 року був штатним співробітником Комсомолу. У 1984–1989 роках обіймав посаду заступника директора Національної філармонії Литви. У 1989–1991 був директором Навчального центру профспілок.
У 1994–1996 роках був заступником голови Вільнюського повіту. Від 1996 до 2000 року обіймав посаду заступника генерального директора литовського-угорської компанії Lithun.

## Політична діяльність
Був членом Комуністичної партії Литви. Від 2000 — член Демократичної партії праці Литви, а від 2001 — литовської Соціал-демократичної партії (член ради, а від травня 2005 — заступник голови партії).
У 2000–2004 — член Сейму, обраний як кандидат від Демократичної партії праці Литви. 2004 року його переобрали до парламенту як представника литовської Соціал-демократичної партії.
5 липня 2001 року очолив міністерство зв'язку. 14 травня 2005 став міністром фінансів. Після відставки Альґірдаса Бразаускаса від 1 червня до 6 липня 2006 року тимчасово виконував обов'язки голови уряду Литви.
На парламентських виборах 2008 року знову отримав депутатський мандат. 2009 року став членом Європарламенту. 2012 року його знову обрали до складу Сейму, втім Бальчитіс відмовився прийняти мандат.
2014 року був кандидатом від соціал-демократів на президентських виборах. У першому турі голосування виборов 13,62 % голосів, у другому програв Далі Ґрибаускайте (здобув 40,14 % голосів виборців). Того ж року його переобрали до Європарламенту.